# 1526 en philosophie
Chronologie de la philosophie
- 1522
- 1523
- 1524
- 1525
- 1526
- 1527
- 1528
- 1529
- 1530

L’année 1526 a été marquée, en philosophie, par les événements suivants :

## Publications
- Jean Louis Vivès : De subventione pauperum,  réponse aux magistrats de Bruges, ville où la misère et le chômage s'étalaient dans les rues. Vivès estime que la charité encourage les pauvres à ne pas chercher de travail. Il propose de limiter l'aide publique financière aux malades et aux handicapés, mais de mettre au travail les inactifs en bonne santé, ou de les expulser de la cité.

## Naissances
- Sebastian Fox Morcillo, né à Séville (Espagne) entre les années 1526 et 1528 et mort en mer en 1559, érudit espagnol, écrivain et philosophe.